# Emilia Mikue Ondo
Emilia Mikue Ondo (20 de diciembre de 1984) es una atleta ecuatoguineana. Compitió en 800 metros en los Juegos Olímpicos de Atenas 2004 y de Pekín 2008. En estos últimos juegos fue la abanderada de la delegación de su país en la ceremonia de apertura.

## Trayectoria
Mikue nació en Guinea Ecuatorial el 20 de diciembre de 1984, En 2004 participó en los juegos olímpicos de Atenas compitiendo en los 800 metros femeninos, en 2007 en el campeonato del mundo cross - country en la categoría de cross mujeres y este mismo año en el campeonato del mundo de atletismo de Japón en los 800 metros femeninos y en 2008 compitió en los juegos olímpico de Pekín en atletismo con 800 metros femeninos de fase 4.